# 井渠法
井渠法是中國汉朝所發展出來的地下窖井技术。
漢代張騫通西域之後，井渠法傳至西域。为治理盐碱地，庄熊罴向汉武帝建议开渠引洛水灌溉。漢朝派遣一萬多名士兵先在地下挖暗渠，再将水从商颜山（今大荔縣北的鐵鏈山）引向东面。《史记·河渠书》載：“武帝初发卒万余人穿渠，自征引洛水至商颜下。岸善崩，乃凿井深者四十余丈，往往为井；井下相通行水，水颓以绝。商颜东至山岭十余里间，井渠之生自此始。”